# Egon Zimmermann

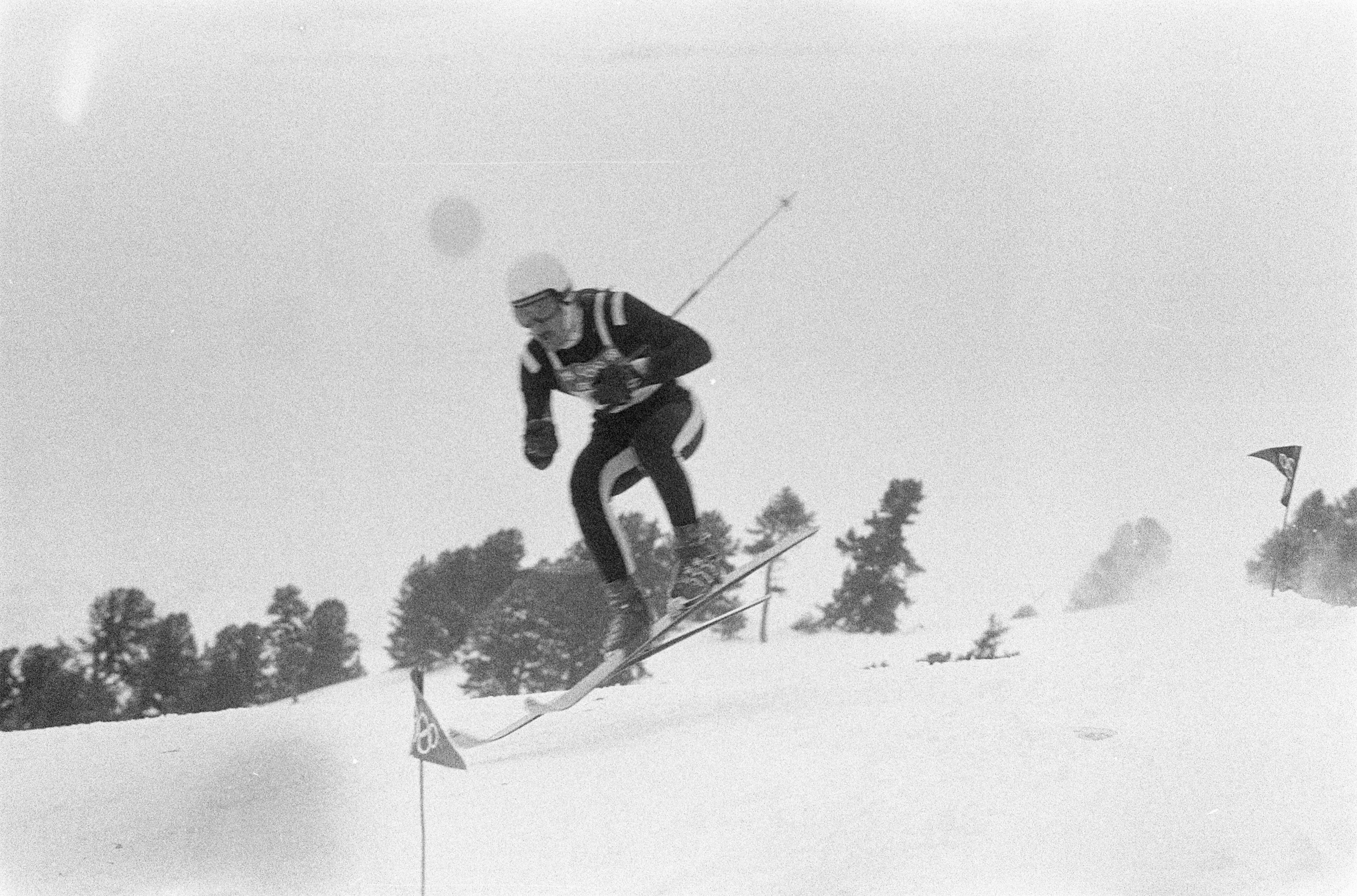
Egon Zimmerman

Egon Zimmermann (n. 8 februarie 1939, Lech⁠(d), Vorarlberg, Austria – d. 23 august 2019, Lech⁠(d), Vorarlberg, Austria) a fost un schior alpin ce a reprezentat Austria, medaliat olimpic. A participat la 2 ediții ale Jocurilor Olimpice (1964, 1968) în care a câștigat o medalie de aur.